# Pordenone Football Club
Pour les articles homonymes, voir Pordenone (homonymie).
Maillots
Le Pordenone Football Club, abrégée en Pordenone FC ou plus communément Pordenone est un club italien de football fondé en 1920 et basé à Pordenone dans la région autonome du Frioul-Vénétie Julienne.

## Histoire
Depuis 2014-2015, il évolue dans le championnat de Lega Pro (3e division). Il est promu en Serie B pour la saison 2019-2020, En juin 2023, après avoir terminé la saison 2022-2023 à la deuxième place du groupe A de la Serie C, le club ne se réinscrit pas en troisième division à la suite de problèmes financiers et quitte le football professionnel. N'ayant aucun soutien financier le club n'inscrit aucune équipe senior mais continue avec les équipes jeunes. En octobre 2023, le club se déclare en faillite. avant d'étre refondé en 2024.

## Palmarès
Le club remporte le Championnat d'Italie de football D4 en 2013-2014.

## Historique des noms
- 1920-1927 : Football Club Pordenone
- 1927-1928 : Terza Coorte A. Salvato, 63ª Legione Tagliamento
- 1928-1929 : Unione Sportiva Pordenonese
- 1930-1931 : Pordenone Liber Football Club
- 1931-1932 : Associazione Sportiva Dante Alighieri
- 1932-1935 : Associazione Calcio Pordenone
- 1935-1942 : OND Pordenone
- 1942-1943 : Associazione Calcio Pordenone
- 1943-1944 : SAFOP Pordenone
- 1944-1985 : Associazione Calcio Pordenone
- 1984-1993 : Pordenone Calcio
- 1993-2003 : Associazione Sportiva Pordenone Calcio
- 2003-2023 : Pordenone Calcio
- 2024- : Pordenone Football Club

## Identité du club

### Logos

Ancien logo.
Logo depuis 2024.